# Giuseppe Beleno
Giuseppe Beleno (Fossato di Vico, 31 ottobre 1863 – Gorizia, 1º novembre 1916) è stato un militare italiano, decorato con la medaglia d'oro al valor militare.

## Biografia
Arruolato nel Regio esercito, combatté in Libia e il 28 settembre 1912 fu decorato con una medaglia di bronzo al valor militare. Nella prima guerra mondiale, in servizio nel 28º Reggimento "Pavia", partecipò alla nona battaglia dell'Isonzo, come maggiore ausiliario nel 5º Reggimento artiglieria da fortezza, distinguendosi per il coraggio nell'affrontare gli avversari. Andato in avanscoperta fin oltre la prima linea per preparare l'avanzata delle truppe italiane, rimase per due giorni sotto il fuoco austriaco, fino ad essere ferito a morte.
Sem Benelli nel 1918 gli dedicò il volume di discorsi patriottici intitolato Parole di battaglia.
Il 7 agosto 1919 gli fu conferita la medaglia d'oro al valor militare alla memoria.
Ad Alessandria gli fu intitolata una caserma, dichiarata monumento nazionale il 17 maggio 1943 (il provvedimento in seguito è stato abrogato con DPR n. 248 del 13 dicembre 2010).